# Ordem do Leão Neerlandês
A Ordem do Leão Neerlandês, também conhecida como Ordem do Leão dos Países Baixos (em neerlandês: De Orde van de Nederlandse Leeuw; em francês: L'Ordre du Lion Néerlandais) é uma ordem honorífica neerlandesa fundada por Guilherme I dos Países Baixos em 29 de setembro de 1815. 
A Ordem do Leão Neerlandês foi até recentemente outorgada a indivíduos eminentes de todas as esferas da sociedade, incluindo militares de alta patente, ministros de Estado da Coroa, prefeitos, professores, pesquisadores, funcionários de alta graduação do Estado holandês e artistas de obras renomadas. Desde 1980, no entanto, a membresia da ordem têm sido destinada principalmente ao reconhecimento de mérito no campo das artes, ciências, esporte e literatura. Em contrapartida, a Ordem de Orange-Nassau têm sido outorgada pelo soberano neerlandês à membros da realeza e chefes de Estado e de governo. 
No sistema honorífico neerlandês, a ordem está abaixo da Ordem Militar de Guilherme e acima da Medalha Honorária da Caridade. Os segundo e terceiro graus da ordem não são concedidos a cidadãos estrangeiros, sendo estes elegíveis à Ordem de Orange-Nassau ou à Ordem da Coroa. 
O Rei dos Países Baixos é o grão-mestre da ordem, sendo esta concedida em três graduações. Há ainda a "Medalha de Irmandade", um grau especial da ordem que não tem sido concedido desde 1960. Eventualmente, demais graduações de nível especial foram abolidas em 1994.

## Graus
A Ordem do Leão Neerlandês contempla as seguintes classes/graus:
1. Cavaleiro Grã-Cruz: Reservado aos membros da Família Real, chefes de Estado estrangeiros e um seleto grupo de Ministros de Estados, príncipes e cardeais. Estes portam o barrete sobre uma faixa no ombro direito além de uma estrela insigne da ordem no lado esquerdo do peito.

1. Comandante: Concedido aos neerlandeses laureados com o Nobel, um seleto grupo de artistas, autores e políticos. Estes portam o escudo da ordem sobre um colar, além de uma cruz peitoral similar sobre o peito esquerdo.

1. Cavaleiro: Concedido a cidadãos neerlandeses cujos feitos tenham contribuído ao apreço de Sua Majestade, o Rei. Estes portam o escudo da ordem sobre uma barreta no peito esquerdo.

1. Irmão: Classe especial abolida em 1994. Estes portavam uma medalha especial de prata sobre uma barreta no lado esquerdo do peito.

| Barretes da Ordem do Leão Neerlandês | Barretes da Ordem do Leão Neerlandês | Barretes da Ordem do Leão Neerlandês | Barretes da Ordem do Leão Neerlandês |
| ------------------------------------ | ------------------------------------ | ------------------------------------ | ------------------------------------ |
| Cavaleiro Grã-Cruz                   | Comandante                           | Cavaleiro                            | Irmão                                |